# Manzana de Carindapaz Uno
Manzana de Carindapaz Uno är en ort i Mexiko.   Den ligger i kommunen Senguio och delstaten Michoacán de Ocampo, i den södra delen av landet, 130 km väster om huvudstaden Mexico City. Manzana de Carindapaz Uno ligger 2 209 meter över havet och antalet invånare är 411.
Terrängen runt Manzana de Carindapaz Uno är huvudsakligen kuperad, men västerut är den platt. Runt Manzana de Carindapaz Uno är det ganska tätbefolkat, med 96 invånare per kvadratkilometer. Närmaste större samhälle är Ciudad Hidalgo, 19,9 km väster om Manzana de Carindapaz Uno. I omgivningarna runt Manzana de Carindapaz Uno växer i huvudsak blandskog.